# Kamienica Izaaka Rothberga i Zygmunta Frumkina w Warszawie
Kamienica Izaaka Rothberga i Zygmunta Frumkina – kamienica przy ul. Marszałkowskiej 81 w Warszawie.

## Opis
Ukończona została w 1904. Powstała na jednej z działek, na których dokonano rozbiórki budynków Fabryki Wyrobów Tabacznych „Union” i podziału terenu fabryki na 9 posesji. Kamienica posiadała dwa podwórka przedzielone oficyną. W latach 50. w wyniku poszerzania ul. Marszałkowskiej budynek od strony ulicy został rozebrany, a oficyna przejęła funkcję fasady.
24 lipca 2012 budynek wpisano do gminnej ewidencji zabytków m.st. Warszawy.